# Sweet Track

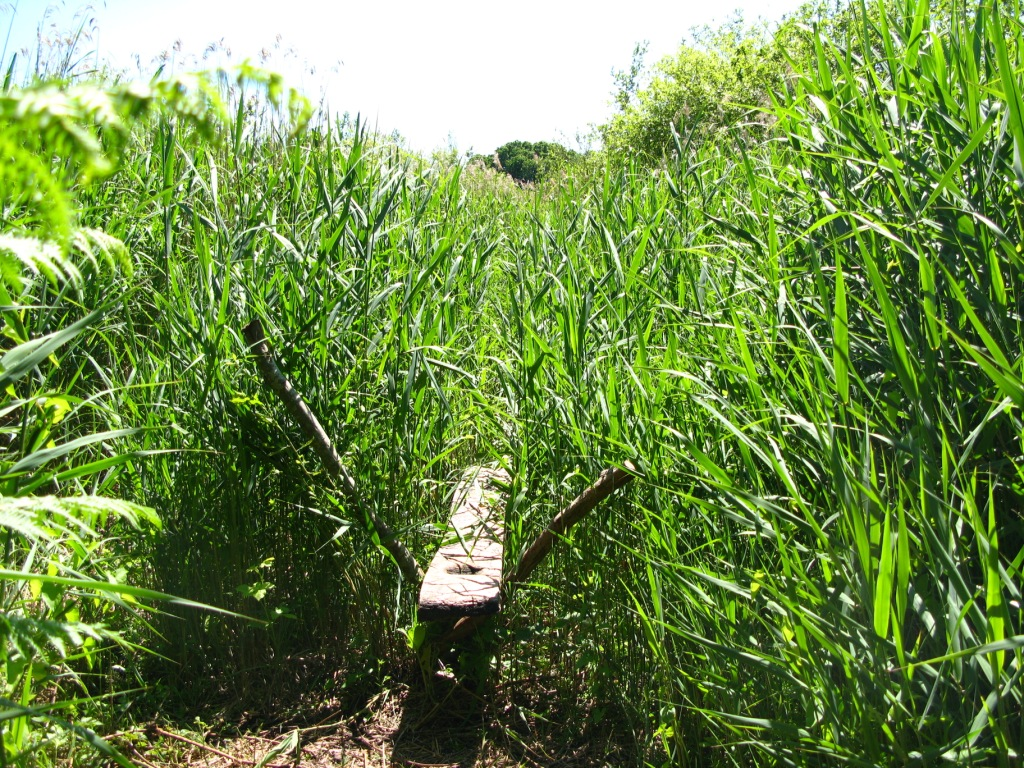
Sweet Track - replika

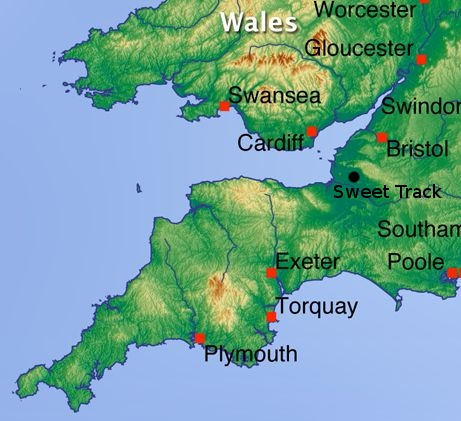
Położenie drogi na mapie fizycznej regionu. Obniżenie między wzgórzami Mendip i Quantock jest podmokłe.

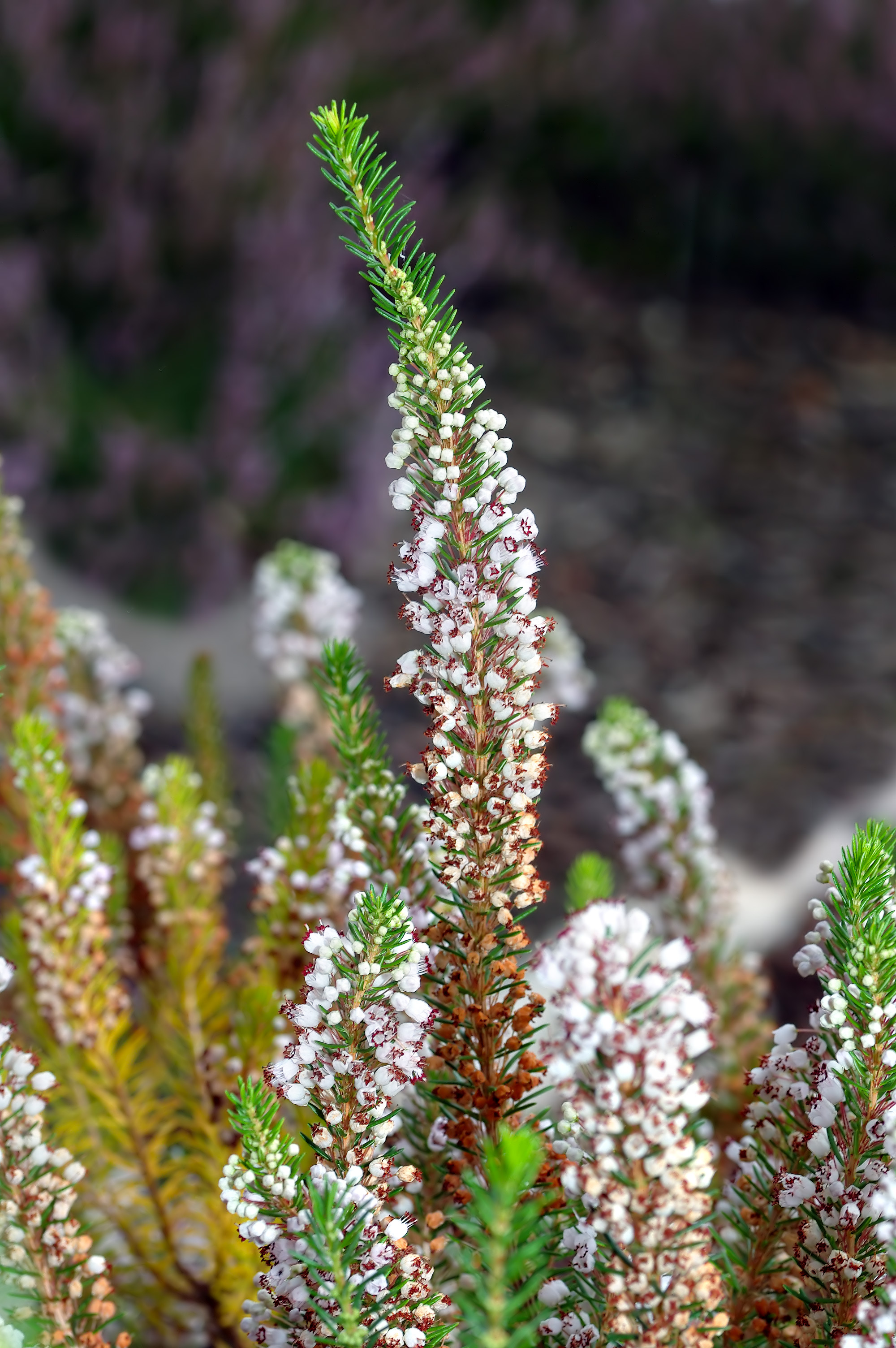
Erica vagans w nieznany sposób dostała się do Somersetu

Sweet Track – prehistoryczna droga przeprawowa przez mokradła Somerset Levels w Anglii, w hrabstwie Somerset. Najstarsza ze znanych świadomie poprowadzonych dróg w Europie, której budowa sugeruje prowadzenie przemyślanych prac inżynierskich. Badania dendrochronologiczne budulca drewnianego umożliwiły dokładne podanie wieku drogi. Została wykonana w roku 3807 lub 3806 p.n.e. Uważa się, że jest to najstarsza zachowana droga na świecie. Druga co do wieku prehistoryczna droga w hrabstwie, Abott's way pochodzi z roku 2000 p.n.e.
Drogę odkryto podczas wydobywania torfu w roku 1970 i nazwano ją imieniem odkrywcy Raya Sweeta. Droga o długości około 2 km prowadziła przez mokradła między ówczesną wyspą przy dzisiejszej wsi Westhay a wałem niedaleko Shapwick. Była częścią sieci dróg istniejących wówczas na terenie równiny.
Podczas badania Sweet Track powstała wiarygodna teoria, że przebiegał on równolegle do jeszcze starszej drogi – z roku 3838 p.n.e., dla której przyjęto nazwę Post Track. Nie zachował się jednak żaden fragment tej drogi, a jedynie drewniane znaczniki i luźne, nieprzytwierdzone elementy drewniane.

## Budowa drogi
Drogę wybudowano w XXXIX wieku p.n.e. w okresie neolitu. Składała się z pionowo wbitych słupów wykonanych z jesionu, dębu i lipy, które podpierały listwy dębowe kładzione w poprzek na całej powierzchni. Kształt końców słupów wskazuje, iż były pozyskiwane ze ścinanego drewna. Do zbudowania wszystkich elementów drogi – łącznie ze wspornikami i pokryciem – wykorzystano dwanaście różnych gatunków drewna. Bale, na których kładziono poprzecznie kloce, zastosowane po północnej stronie traktu, uzyskane zostały z czterystuletniego dębu. W południowej części użyto bali z dębu mającego w chwili budowy 120 lat. Całość pokryto torfem i mchem.
Droga była budowana bardzo szybko. Na całość trasy składało się ponad 4000 metrów płaskich elementów drewnianych podpartych 2000 metrów bali i 6000 kołkami. Prace mogły zostać wykonane wiosną roku 3806 p.n.e. przez 10 osób pracujących przez cały dzień. Analiza znalezisk sugeruje, że raczej nie były to dwie rodziny pracujące wspólnie, a przedstawiciele co najmniej dwóch stosunkowo odmiennych kultur.

## Inne znaleziska na Sweet Track
Prowadzone obok traktu wykopaliska archeologiczne potwierdziły występowanie innych elementów pochodzących z neolitu, których wiek odpowiadał wiekowi drogi. Znalezione naczynia ceramiczne charakteryzują się starannym wykonaniem, wygładzeniem, umiejętnym wykończeniem. Wątpliwe, by były używane przez budowniczych drogi, a prawdopodobnie przez jej późniejszych użytkowników. Jedna z mis pełna była orzechów laskowych. Znaleziono również głowice siekier oraz groty strzał. Półmetrowa strzała świadczyć może o tym, że była to zabawka dla dziecka. W pobliżu znaleziono również nasiona wrzośca rozpierzchłego (Erica vagans L.), który rośnie obecnie wyłącznie na półwyspie Lizard i nie ma dowodów poświadczających jego występowanie na terenie Somersetu.

## Wnioski ze znaleziska
Zważywszy na podmokłość terenu, materiał budulcowy musiał być pozyskany w innym miejscu i przetransportowany na miejsce budowy. Droga była używana prawdopodobnie tylko przez około dziesięć lat ze względu na grząskość terenu. Rodzaj gliny, z której wykonano znalezione naczynia, nigdy nie występował w południowo-zachodniej Anglii, co potwierdzałoby, że przeprawa przez bagna była elementem większej drogi.
Sposób budowy drogi wskazuje na dobrą organizację społeczeństwa w tamtym okresie. Aby wykonać dwukilometrowy odcinek traktu w ciągu jednego dnia, niezbędny jest podział pracy, planowanie i należyty nadzór – wykonywane prace, ich kolejność i użyte surowce świadczą o drobiazgowym zarządzaniu budową. Świadczy to też o determinacji i wysoko umotywowanej potrzebie stworzenia drogi – przeprowadzone prace logistyczne sugerują, że droga była elementem większego planu ludzi ją budujących.

## Drogi Somersetu okresu neolitu
Pierwsze trakty w Somersecie powstawały głównie wzdłuż rzek. Z epoki neolitu znanych jest co najmniej trzydzieści osiem dróg. Sweet Track nie był drogą wzdłuż rzeki a przeprawową – stąd również jej unikalność. Drogi służyły głównie do przemieszczania się ludności, ale również transportu surowców i produktów, choć nie ma dowodów na ich transport lądowy. Drogi transportu dóbr materialnych w Somersecie, jak np. Wiltshire Ridgeway, powstawały dopiero w epoce żelaza

## Obecny stan techniczny i dostęp
Większość drogi znajduje się obecnie w oryginalnym miejscu, gdzie prowadzi się prace konserwacyjne, głównie osuszające grunt. Niektóre elementy znajdują się w British Museum.
Miejsce nie jest udostępnione do zwiedzania. 